# 和歌山県道231号あけぼの広角線
和歌山県道231号あけぼの広角線（わかやまけんどう231ごう あけぼのひろつのせん）は、和歌山県新宮市を通る一般県道である。

## 概要
新宮市あけぼのから新宮市新宮に至る。もともと、現道の南側は住宅地や崖沿いをはうように走る起伏の激しい狭あいした生活道路である。このため、JR西日本紀勢本線陸橋付近から国道42号広角南交差点までを結ぶ新道が建設された。

### 路線データ
- 起点：和歌山県新宮市あけぼの
- 終点：和歌山県新宮市新宮（広角南交差点、国道42号交点）
- 実延長：4.855 km

## 歴史
- 1987年（昭和62年）9月10日 - 和歌山県が一般県道としてあけぼの広角線を認定[1]。
- 2018年（平成30年）3月30日 - 新道の北西側にあった現道部（王子ヶ浜交差点 - 清水元交差点 - 広角北交差点）約2.4 kmの県道認定が解除される[2]。

## 路線状況

### 道路施設

#### 橋梁
- 貯水橋（市田川、新宮市）

## 地理

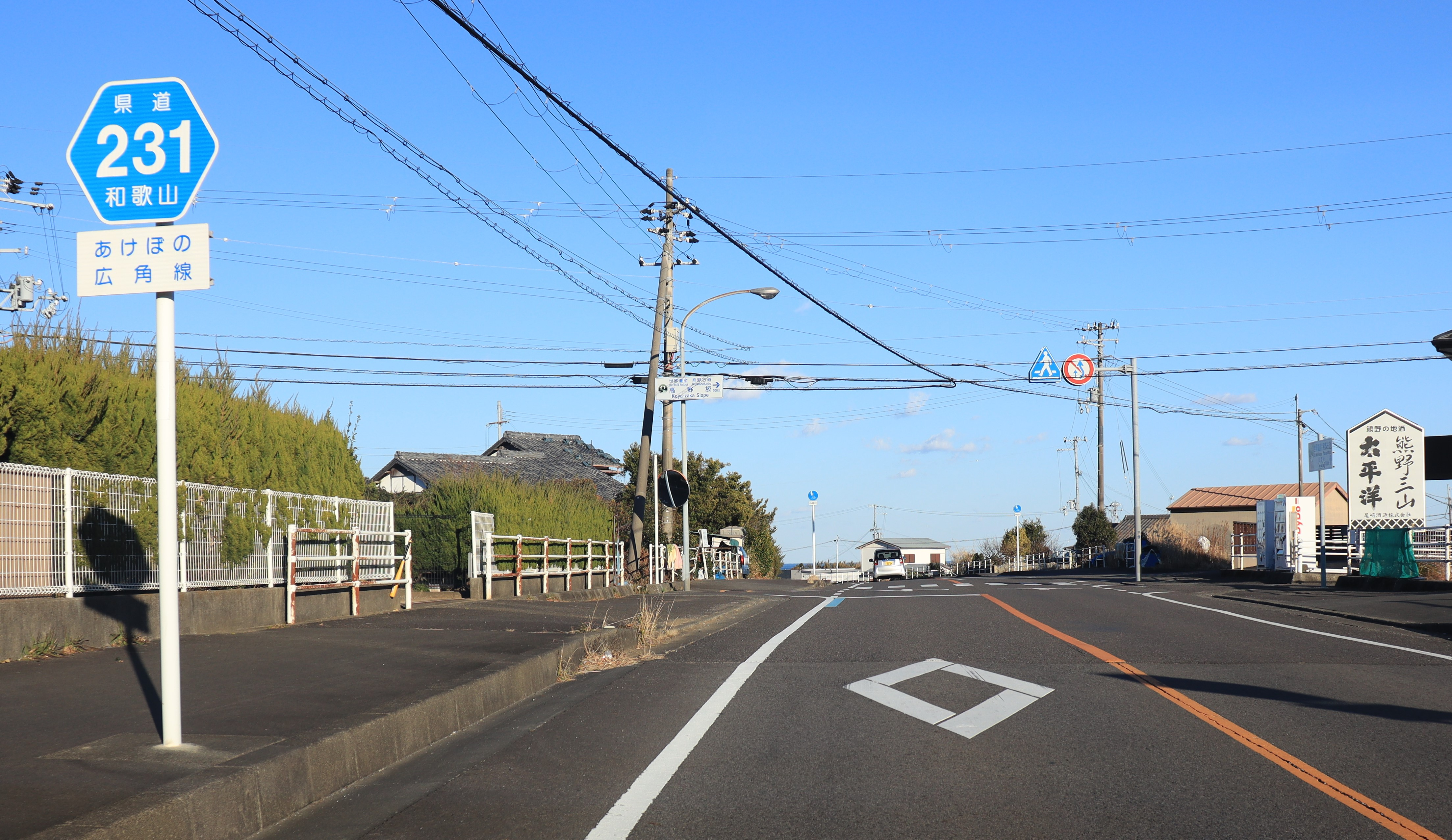
和歌山県道231号あけぼの広角線、新宮市新宮

### 通過する自治体
- 新宮市

### 交差する道路
| 交差する道路 | 交差する場所 | 交差する場所        |
| ------------ | ------------ | ------------------- |
| 国道42号     | 新宮         | 広角南交差点 / 終点 |

### 交差する鉄道
- 紀勢本線

### 沿線
- 太平洋
- 近畿大学附属新宮高等学校・中学校
- 新宮警察署